# Record de Tunisie du 400 mètres (athlétisme)
Pour les articles homonymes, voir Record de Tunisie du 400 mètres.
Le record de Tunisie du 400 m est actuellement détenu par Sofiane El Abidi chez les hommes, en 45 s 19, et par Awatef Benhassin chez les femmes, en 52 s 22.

## Hommes
| Athlète          | Performance | Club                               | Lieu    | Date        |
| Sofiane El Abidi | 45 s 19     | Club sportif de la Garde nationale | Séville | 5 juin 2004 |

## Femmes
| Athlète          | Performance | Club                               | Lieu  | Date        |
| Awatef Benhassin | 52 s 22     | Club sportif de la Garde nationale | Radès | 8 août 2002 |